# Ben Wyvis
Ben Wyvis (gael. Benin Uais) – góra w Wielskiej Brytanii, w północno-wschodniej Szkocji, na północny wschód od Dingwall. Szczyt tworzy wał długości ok. 5 km. Najwyższym szczytem góry jest Glas Leathad Mòr. Jest jednym z najważniejszych punktów odniesienia w krajobrazie północnej Szkocji. Partie szczytowe pokryte są mchem i wrzosem.

## Budowa
Ben Wyvis zbudowany jest z gnejsu. Góra uformowała się 15000 - 11000 lat temu pod koniec epoki lodowcowej.

## Nazwa
Pochodzenie nazwy jest kontrowersyjne. Określenie wywodzi się z gaelickiego słowa fhuathais i oznacza "wzgórze terroru" lub - według innych źródeł -  "wybitne lub wysokie wzgórze". Na język angielski tłumaczona jest często jako awesome mountain co łączy oba te elementy.